# Xã West Lucas, Quận Johnson, Iowa
Xã West Lucas (tiếng Anh: West Lucas Township) là một xã thuộc quận Johnson, tiểu bang Iowa, Hoa Kỳ. Năm 2010, dân số của xã này là 8.152 người.